# Musée Marie-Laurencin
Le musée Marie-Laurencin est un musée d'art japonais consacré à l'artiste peintre française Marie Laurencin, disparue en 1956. Ouvert en 1983 à la faveur du centenaire de sa naissance, l'établissement se situe initialement dans la préfecture de Nagano, où il est contraint à la fermeture en 2011. Il a rouvert en juillet 2017 dans The Garden Court, à Tokyo. Ses collections ont été constituées par son fondateur, Masahiro Takano, entrepreneur qui est à l'origine d'une compagnie de taxis.